# Subaru Columbuss

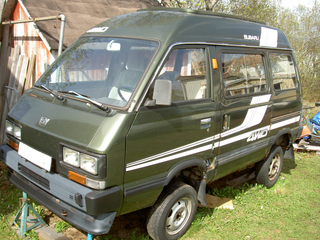
Subaru Columbuss

Subaru Columbuss, eller Domingo som den hette på de flesta andra marknader, är en mini-MPV som introducerades 1983. Bilen är ytterst liten till formatet och väger inte mer än 880 kg, men hade ändå plats för upp till 6 personer, 1 förare och 5 passagerare. Den svenska modellen har en tjänstevikt på bara 1010 kg, vilket begränsar maxlasten till 380 kg. Detta innebär en totalvikt på 1390 kg. Domingo/Columbuss är i sin tur en förstorad variant av Subaru Sambar, en lastbil eller minibuss i Kei-klassen. Sambar var kortare (mindre stötfångare) och hade en motor på enbart 550 cc för att passa in i en förmånlig skattekategori. Columbuss motor var lånad från den samtida Subaru Justy/Trendy.
Liksom de flesta andra Subarumodeller har den alternativ fyrhjulsdrift, som kopplas in genom en knapp på instrumentpanelen. På "Super Deluxe"-modellen sitter knappen på växelspaken. 
Motorn är en vattenkyld svansmotor på endast 1,0 liters (alternativt 1,3 liters) slagvolym, varför Columbuss köregenskaper blir något begränsade. Dock går det att köra förvånansvärt fort med den på kurvig väg, tex. rondeller, om man är ensam förare. Eftersom motorn var monterad baktill var bilen bakhjulsdriven när fyrhjulsdriften inte var inkopplad. Längre fram fick bilen både större motor och permanent fyrhjulsdrift, men då såldes den inte längre i Sverige.
Dessvärre är modellen ökänd för sin dåliga krocksäkerhet. I Sverige såldes endast ett fåtal och därför slutade importen hit efter bara några år. I och med detta gick också namnet Columbuss i graven. 1993 kom en ny generation av denna mikrobuss som såldes antingen som Subaru Domingo eller Subaru Libero. Den snarlika Sambar säljs fortfarande i Japan.